# Свети Илия (Олевени)
„Свети Илия“ (на македонска литературна норма: „Свети Илија“) е православна църква в битолското село Олевени, част от Преспанско-Пелагонийската епархия на Македонската православна църква – Охридска архиепископия. Църквата е част от Олевенския манастир.

## География
Църквата се намира западно от днешното село, на по-висок терен в планината, до нея се стига по черен път, който започва от площада на селото в днешното село Олевени.

## История
Църквата, заедно с три други храма, е съществувала на мястото на някогашното старо село Олевени и е реновирана заедно с останалите в 1936 година.

## Галерия
- Поглед към църквата
- Надписна плоча
- Входът
- Западната страна
- Апсидата
- Задната страна